# Lepidasthenia australiensis
Lepidasthenia australiensis är en ringmaskart som först beskrevs av Augener 1927.  Lepidasthenia australiensis ingår i släktet Lepidasthenia och familjen Polynoidae. Inga underarter finns listade i Catalogue of Life.